# Josef Hassmann
Josef Hassmann (1910. május 21. – 1969. szeptember 1.) osztrák labdarúgócsatár.